# Meibukan
Meibukan (明武舘) è una branca dello stile di karate-dō Gōjū-ryū. Fu creato dal Dai Sensei Meitoku Yagi, un allievo del fondatore del Gōjū-ryū, il maestro Chōjun Miyagi. Meibukan significa: "Casa del guerriero dalla mente pure."
Yagi Sensei aprì il primo dojo Meibukan nel 1952. Egli fu il primo allievo del MIYAGI Sensei registrato ad avere l'autorizzazione.
YAGI Sensei è riconosciuto come Menkyo Kaden dello stile Gōjū-ryū ed era il destinatario del gi di Miyagi Sensei, (uniforme) e obi, (cintura) nel 1963, dieci anni dopo la sua morte.

## Programma Meibukan Goju-ryu

### Kihon Kata
- Sanchin
- Tensho

### Kaishu Kata
- Geki Sai Ichi
- Geki Sai Ni
- Saifa
- Shisochin
- Sanseryu
- Seisan
- Seienchin
- Sepai
- Kururunfa
- Suparinpe